# 注連繩

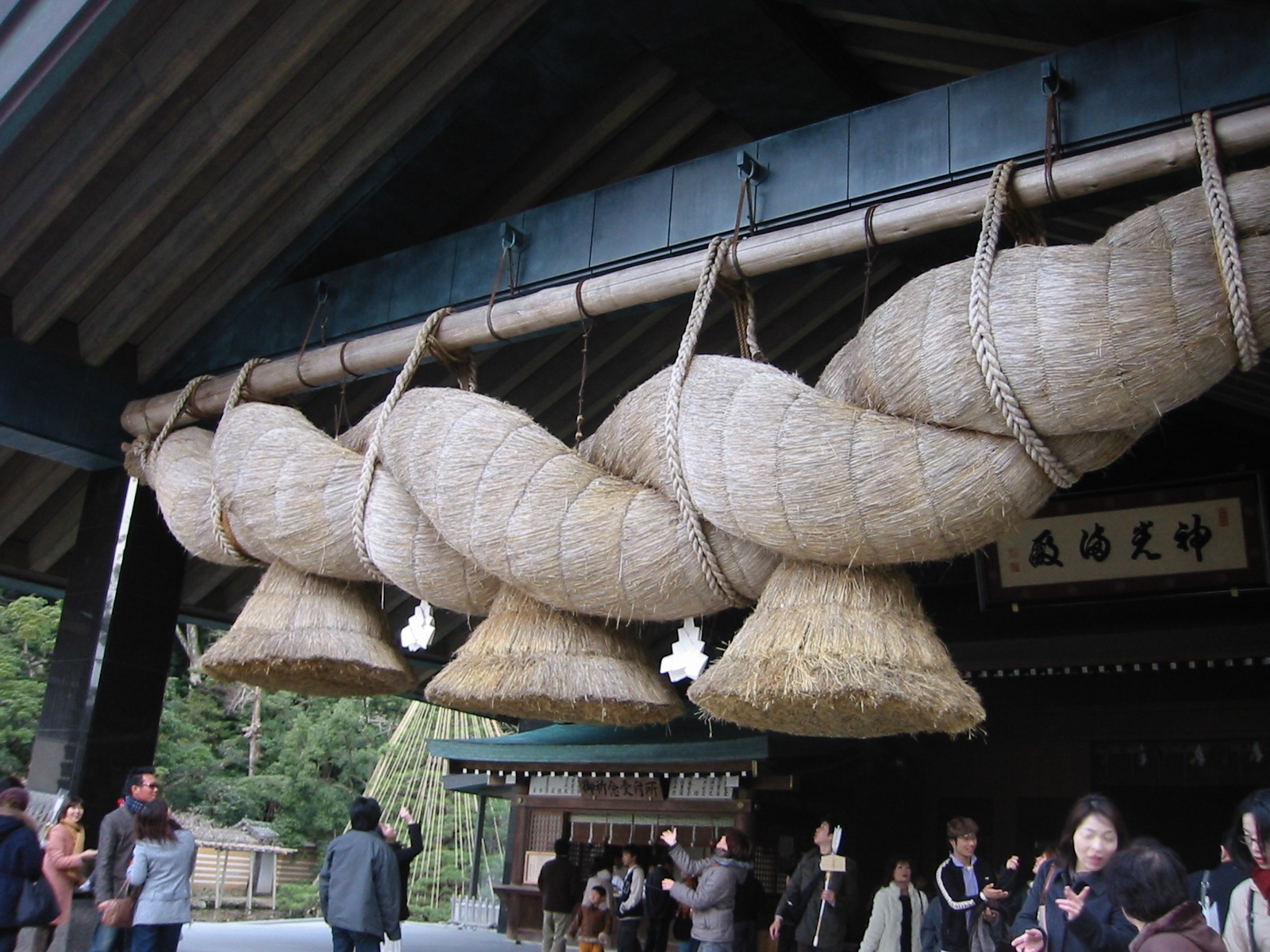
出云大社的注連繩

注連繩（日语：／ Shime nawa），又稱標繩，七五三繩。是一种用稻草织成的绳子，為神道信仰中用于洁净的咒具。大小相差可以很大，有些繩子光直徑就有數公尺，通常与紙垂一起使用。
注連繩多数见于神社，能辟邪。有时在神社树干上也见到，日本相撲的土俵与横綱力士的腰帶也可見到。這种绳是東亞稻作文化中禁绳的一種，而日本新年掛的注連飾則源自中國的葦索（守歲繩）。

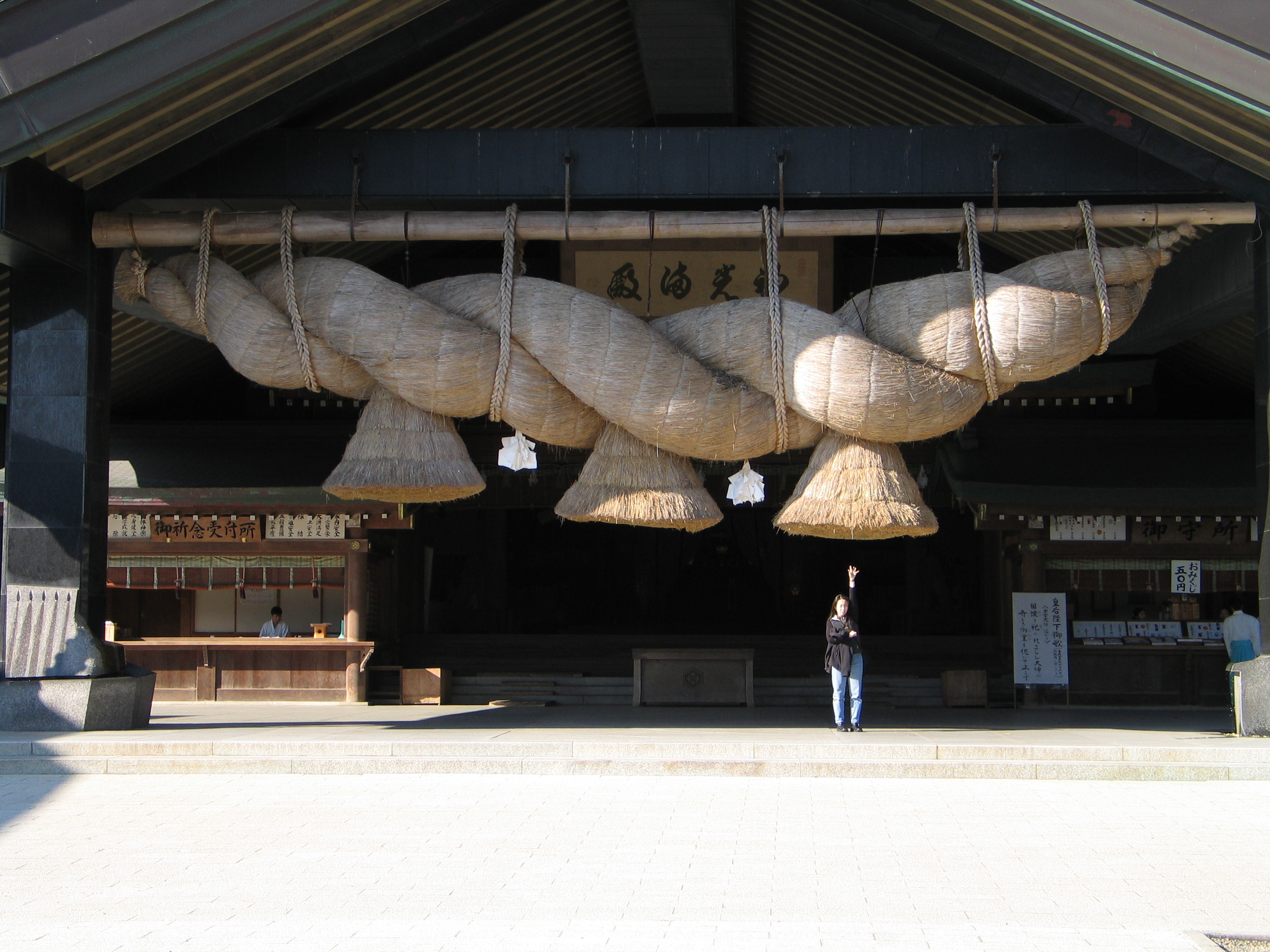
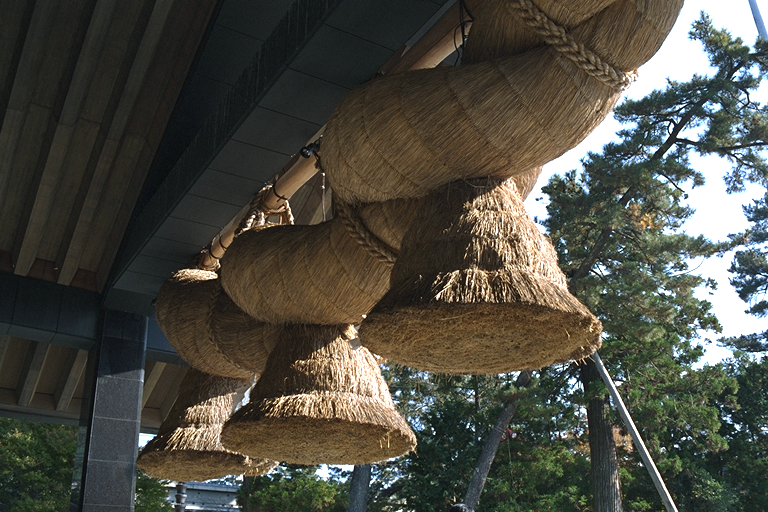
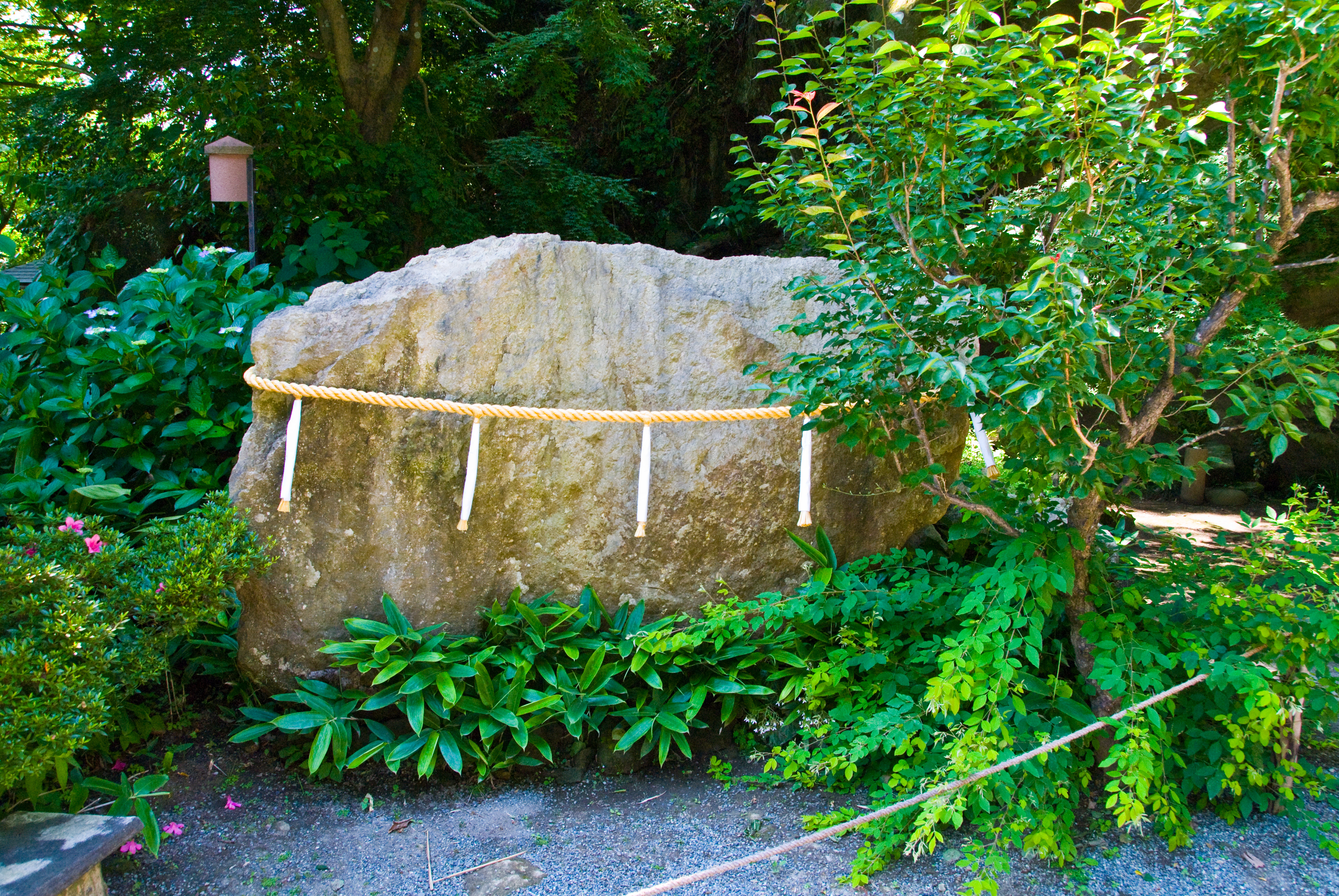
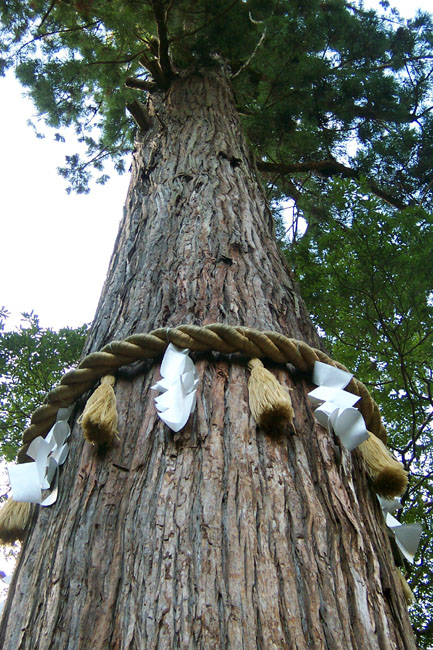
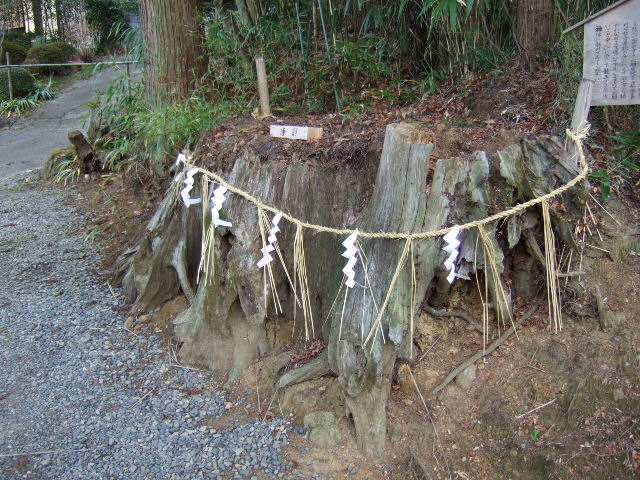
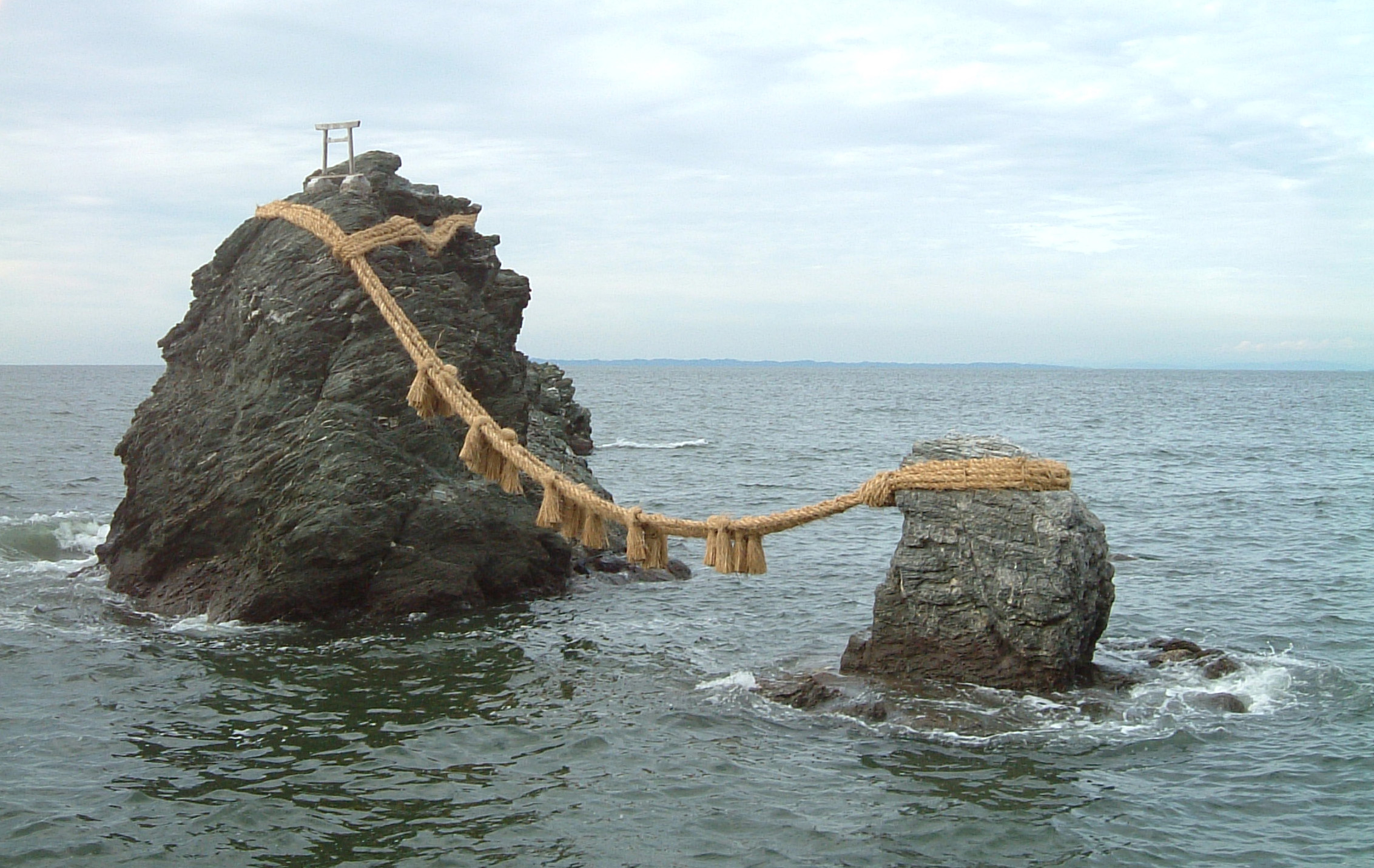
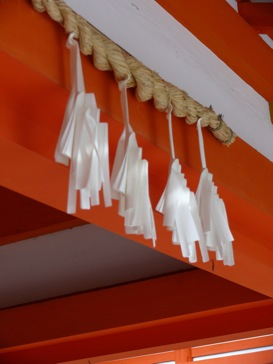